# 邓龙翔
邓龙翔（1913年12月—1979年5月6日），原名邓新春。江西省吉安县邓尿下边村。中国人民解放军开国少将。

## 生平
早年参加徒业工会。在苏维埃任少先队长。1929年参加中国工农红军。1931年加入中国共产主义青年团，1932年转党。任红四军10师28团连队文书、班长，红一军团2师4团排长。长征中任红一军团红二师侦察连文书、3连支部书记兼文书。1936年任红一军团保卫局科员。
抗战爆发后，任八路军一一五师343旅685团政治处干事、团部政治指导员。1939年任一一五师苏鲁豫支队4大队政治处组织股长，东进支队第2大队政治委员，教导五旅组织科科长、第13团政治委员，新四军独立直工科科长。1943年任胶东军区团政治处主任、团政治委员，西海军分区政治部主任。
解放战争时期，任胶东军区东海军分区副司令员，北海军分区司令员兼烟台警备司令，华东警备第4旅旅长兼政治委员。
1949年后任华东警备第旅旅长兼青岛警备司令部副司令员、师长、海军水警区司令员。1958年毕业于海军军事学院高级速成班。后任海军青岛基地副司令员，北海舰队副司令员。1975年至1979年任南海舰队副司令员。
中共第九次、第十次全国代表大会代表。1955年获三级八一勋章、二级独立自由勋章、二级解放勋章。1955年，授予中国人民解放军少将。